# Отворено првенство Републике Српске у тенису 2023.
Отворено првенство Републике Српске 2023 (познато и под називом Српска опен 2023) је тениски турнир који припада АТП серији 250 у сезони 2023, а игра се на шљаци. Одржава се на теренима  Националног тениског центра Републике Српске у Бања Луци од 17. до 23. априла.
Жреб је одржан 15. априла у просторијама Медија центра у парку Младен Стојановић.

## Учесници

### Носиоци појединачно
| Држава    | Играч             | Rанг1 | Носилац |
| --------- | ----------------- | ----- | ------- |
| Србија    | Новак Ђоковић     | 1     | 1       |
| Русија    | Андреј Рубљов     | 6     | 2       |
| Хрватска  | Борна Ћорић       | 20    | 3       |
| Србија    | Миомир Кецмановић | 34    | 4       |
| Холандија | Талон Грикспор    | 35    | 5       |
| Чешка     | Јиржи Лехечка     | 42    | 6       |
| Француска | Ришар Гаске       | 43    | 7       |
| Француска | Грегуар Барер     | 57    | 8       |

1 Пласман на АТП листи 10. априла 2023. године

### Остали учесници
Учесници са специјалним позивницама (вајлд картама):
- Дамир Џумхур
- Хамад Међедовић
- Гаел Монфис

Учесници који су остварили право кроз квалификације:
- Раду Албот
- Дино Прижмић
- Абедалах Шелбајх
- Елијас Имер

Учесници који су остварили право као срећни губитници (лаки лузер):
- Лијам Броуди

### Одустајања
- Бенџамин Бонзи → замењен са  Уго Гастон
- Фабио Фоњини → замењен са  Таро Данијел
- Марко Чекинато → замењен са  Лијам Броуди

### Носиоци парови
| Држава               | Играч              | Држава      | Играч        | Rанг1 | Носилац |
| -------------------- | ------------------ | ----------- | ------------ | ----- | ------- |
| Уједињено Краљевство | Џејми Мари         | Нови Зеланд | Мајкл Венус  | 44    | 1       |
| Белгија              | Сандер Жил         | Белгија     | Јоран Флиген | 89    | 2       |
| Француска            | Садио Думбија      | Француска   | Фабјен Ребул | 101   | 3       |
| Колумбија            | Николас Баријентос | Уругвај     | Аријел Бехар | 113   | 4       |

1 Пласман на АТП листи 10. априла 2023. године

### Остали учесници
Учесници са специјалним позивницама (вајлд картама):
- Марко Чекинато /  Ненад Зимоњић
- Иван Сабанов /  Матеј Сабанов

Учесници који су остварили право као замена у жребу:
- Андреј Голубјев /  Денис Молчанов
- Алдин Шеткић /  Џејсон Тејлор

### Одустајања
- Томислав Бркић  /  Гонзало Ескобар → заменили их  Гонзало Ескобар  /  Дијего Хидалго
- Марко Чекинато /  Ненад Зимоњић → заменили их  Андреј Голубјев /  Денис Молчанов
- Федерико Корија  /  Хуго Далијен → заменили их  Аисам-ул-Хак Куреши  /  Хантер Рис
- Андреј Рубљов  /  Роман Сафијулин → заменили их  Алдин Шеткић /  Џејсон Тејлор

## Победници

### Појединачно
- Душан Лајовић —  Андреј Рубљов 6:3, 4:6, 6:4

### Парови
Џејми Мари /  Мајкл Венус —  Франсиско Кабрал /  Александар Недовјесов, 7:5, 6:2.